# Richard J. Gatling
El Dr. Richard Jordan Gatling (Hertford, Carolina del Norte; 12 de septiembre de 1818-Nueva York, 26 de febrero de 1903) fue un inventor estadounidense, conocido por ser el creador de la primera ametralladora efectiva, la ametralladora Gatling.

## Biografía
Hijo de un agricultor e inventor, a la edad de 21 años ya había inventado la hélice para barcos de vapor, pero descubrió que había sido recientemente y de forma independiente patentada por John Ericsson. Se graduó de la Universidad Médica de Ohio en 1850, pero estaba más interesado en continuar su carrera como inventor que en la práctica de la medicina. En la década de 1850 tuvo bastante éxito en los negocios como para ofrecerle matrimonio a Jemima Sanders, 19 años menor que él y la hija de un prominente médico de Indianápolis. Se casaron el 25 de octubre de 1854. Su hermana menor, Zerelda, estaba casada con David Wallace, gobernador de Indiana.
En 1861 inventó la ametralladora Gatling, después de percibir a comienzos de la Guerra de Secesión que la mayoría de bajas se debieron a enfermedades antes que a disparos. En 1877 escribió: «Se me ocurrió que podía inventar una máquina —un arma— que, por su rapidez de disparo, reemplace la necesidad de grandes ejércitos, y, en consecuencia, la exposición a la batalla y la enfermedad se vería muy disminuida».
Aunque fue acusado de ser un Copperhead debido a su raíces en Carolina del Norte, nunca se pudo probar; Gatling nunca estuvo afiliado a entidades gubernamentales o militares de los Estados Confederados, tampoco vivió en el Sur durante la guerra civil.
Después de desarrollar y demostrar un prototipo de trabajo, en 1862 fundó la Gatling Gun Company en Indianápolis, para comercializar la ametralladora. Las primeras seis ametralladoras de serie fueron destruidas en un incendio en diciembre de 1862 en la fábrica donde habían sido elaborados. Sin desanimarse, produjo trece ametralladoras más, que se fabricaron en Cincinnati. Mientras que el general Benjamin F. Butler compró doce y el almirante David Dixon Porter compró una, no fue hasta 1866 que el Gobierno de los Estados Unidos compró oficialmente ametralladoras Gatling. En 1870 vendió la patente de la ametralladora Gatling a la Colt's Manufacturing Company. Gatling permaneció como presidente de la Gatling Gun Company hasta que fue absorbida totalmente por Colt en 1897. La ametralladora Gatling fue declarada obsoleta por el Ejército de los Estados Unidos en 1911.
En sus últimos años de vida, se mudó a San Luis, Misuri, para formar una nueva empresa para la fabricación de arados o tractores. Mientras iba a visitar a su hija y a hablar con su agencia de patentes en la ciudad de Nueva York, el Dr. Richard Jordan Gatling murió en casa de su hija el 26 de febrero de 1903. Fue enterrado en el Cementerio Crown Hill de Indianápolis.